# Belle Plaine (Iowa)
Belle Plaine è una città degli Stati Uniti d'America, situata nello Stato dell'Iowa, nella Contea di Benton.

## Storia

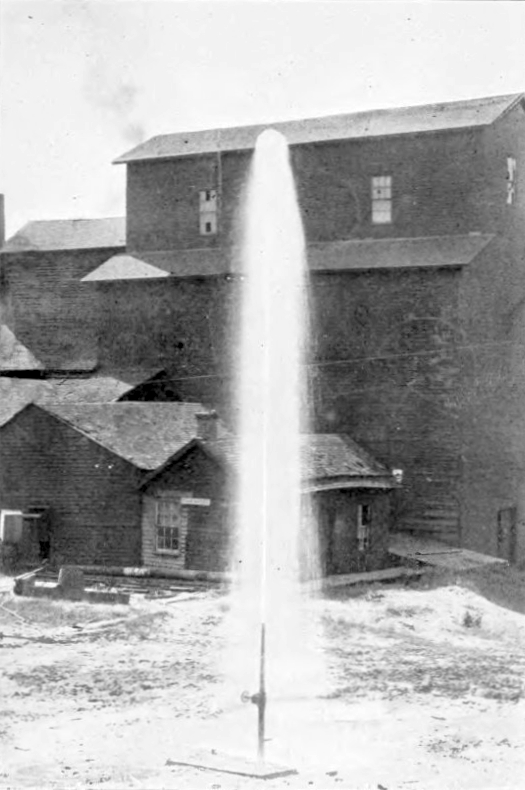
Il pozzo artesiano di Belle Plaine

La origini della città risalgono alla prima metà del XIX secolo nel pieno degli scontri con i nativi americani meglio noti come Guerra di Falco Nero, ma la data ufficiale di fondazione viene fatta risalire al 1862,
L'arrivo della rete ferroviaria fu un importante stimolo per lo sviluppo di molti insediamenti dell'area tra cui Belle Plain, che in origine doveva chiamarsi Halifax, così battezzato dalla traslitterazione francese di "bella pianura"; la città vide un costante aumento della popolazione, attirata dalla prosperità dei terreni e dalla facilità degli scambi commerciali.
Nel 1870 venne eletto il primo sindaco e la città assunse un assetto organizzativo più definito, fatto che consentì di ottenere l'allacciamento alla rete elettrica e telefonica.
Nel 1886 la popolazione decise di scavare un pozzo, l'iniziativa ebbe risvolti inaspettati poiché, a causa della pressione l'acqua sgorgò ininterrottamente per 14 mesi giungendo addirittura al secondo piano degli edifici senza bisogno di essere pompata; il pozzo, ribattezzato Jumbo, divenne presto noto alle cronache e fu da più parti indicato come l'ottava meraviglia del mondo.
L'evoluzione industriale e dei trasporti sono da sempre il driver principale della vita cittadina, dalla dismissione dei treni a vapore, passando per la costruzione della autostrade 30,131 e 212, fino fondazione di numerose aziende la città ha vissuto momenti di alti e bassi senza perdere la sua vocazione a tratti familiare che, ad oggi, si riflette nell'esistenza di numerose aziende e attività commerciali tramandate di generazione in generazione.

## Monumenti e luoghi d'interesse
- Larry Schlue Memorial Sound Park (2019), parco interattivo, realizzato dall'artista John Schlue, in cui una serie di monoliti generano diversi suoni quando attivati;[3]
- Anderson Park, parco attrezzato con infrastrutture per picnic e aree ricreative per bambini;
- Beautiful Plaines Prairie Park, l'area è attrezzata con aree picnic e con sentieri ideali per passeggiate
- Box Memorial Park, parco caratterizzato da alberi e fiori particolarmente rigogliosi, sono presenti panchine e capanni per il relax
- Drahn Park, nell'area sono presenti due campi di pallone, aree gioco e picnic
- Franklin Park, è il parco più grande della città, attrezzato con piscine e campi per vari sport tra cui tennis e golf;
- Wille Park, parchetto attrezzato per picnic
- Williams Park, parco pensato per le famiglie, attrezzato con aree picnic, strutture ricreative e un campo da baseball[4]

## Cultura

### Istruzione
La città è servita dal Belle Plaine Community School District che comprende scuole elementari e licei; è inoltre presente una biblioteca cittadina che offre anche postazioni per l'accesso a internet.

## Eventi
- Bella Plaine Fun Days (ultimo weekend di luglio), si organizzano mercatini, mostre automobilistiche, gare di bbq e di canto;[7]
- Jumbo Well Days (agosto), evento commemorativo per l'eruzione del pozzo, si organizzano visite a siti storici, esibizioni museali e eventi culinari[8]

## Infrastrutture e trasporti
La città è collegata alla Route 30, alla Highway 21 e alla Highway 212; inoltre in città è presente un aeroporto municipale intitolato Mansfield-Tippie con sigla Federal Aviation Administration TZT.